# Teofil Terlecki (piłkarz)
Teofil Terlecki (ur. 11 lutego 1900 w Stanisławowie, zm. 12 sierpnia 1969 w Warszawie) – polski piłkarz grający na pozycji obrońcy.

## Życiorys
Wychowanek Czarnych Lwów. W 1919 grał w lwowskiej Sparcie, później przez dwa lata ponownie w Czarnych, a do 1925 w Pogoni Lwów. Przez rok był zawodnikiem Czarnych Radom, a następnie Korony Warszawa. W latach 1927–1928 reprezentował stołeczną Legię, dla której rozegrał 35 meczów w I lidze. Potem przeszedł do Warszawianki, a w 1930 zakończył karierę zawodniczą.